# 一溴甲锗烷
一溴甲锗烷是一种无机化合物，化学式为GeH3Br，它是无色液体，对潮湿敏感，可以在−78 °C储存。
它可由甲锗烷和溴或溴化银反应得到：
{\displaystyle {\ce {GeH4 + Br2 -> GeH3Br + HBr}}}
{\displaystyle {\ce {2GeH4 + 2AgBr -> 2GeH3Br + 2Ag + H2}}}
也可以通过甲锗烷和三溴化硼的反应制备：
{\displaystyle {\ce {6GeH4 + 2BBr3 ->6GeH3Br + B2H6}}}
它和Li[Al(PH2)4]反应，可以得到GeH3PH2；，和环戊二烯基钾（KCp）反应，得到CpGeH3。